# Mar Vincent Diano
Mar Vincent Diano (* 24. Juli 1997 in Masbate City), mit vollständigen Namen Mar Vincent Azuero Diano, ist ein philippinischer Fußballspieler.

## Karriere

### Vereine
Mar Vincent Diano stand bis Ende 2019 beim Mendiola FC 1991 unter Vertrag. Der Verein aus der philippinischen Hauptstadt Manila spielte in der ersten Liga des Landes, der Philippines Football League. 2020 wechselte er zum neugegründeten Azkals Development Team. Der Verein trat ebenfalls in der ersten Liga an. Für Azkals absolvierte er mindestens fünf Erstligaspiele.

### Nationalmannschaft
Mar Vincent Diano spielte von 2015 bis 2016 siebenmal in der philippinischen U19-Nationalmannschaft. Seit 2019 spielt er für die A-Nationalmannschaft der Philippinen.